# Bärentrittbrücke
Die Bärentrittbrücke ist eine Brücke in der Zügenschlucht bei Davos Wiesen in der Schweiz. Die nur neun Meter lange Steinbogenbrücke der Bahnstrecke Davos Platz–Filisur der Rhätischen Bahn wurde 1908 erstellt und 1909 eröffnet. Sie befindet sich zwischen den Portalen des 450 m langen Tunnels Wiesen I und des 969 m langen Bärentritttunnels, wo sie die Bärentrittfälle beim Brüggentobelbach überquert, der nach der Brücke in das etwa 50 m tiefer liegende Landwasser fällt. Die landschaftlich spektakuläre Lage macht die Brücke zu einem beliebten Fotomotiv für Eisenbahnfreunde, wobei oft der Aussichtspunkt ⊙ an der alten Zügenstrasse als Kamerastandort gewählt wird.